# Štingl
Štingl ali Stingl je priimek več znanih Slovencev:
- Franc Štingl (1868—1944), duhovnik, publicist in prevajalec
- Silvo (Silvester) Stingl (1937—2018), pianist glasbenik, glasbeni aranžer